# Submarino Isaac Peral (A-0)
El Isaac Peral (A-0) fue el primer submarino de la Armada Española, y el primero de la Armada en portar el nombre Isaac Peral. Era muy similar al Holland USS M-1 (SS-47), el primer submarino de la Armada de los Estados Unidos de doble casco, construido en los Estados Unidos por los astilleros Fore River & Co.

## Diseño
El submarino tipo Holland fue el tipo de submarino más empleado en la Primera Guerra Mundial, construido por varios países con licencias de Electric Boat Company a partir de los diseños del profesor John Philip Holland. A lo largo del primer cuarto del siglo XX fueron construidas numerosas series mejoradas en astilleros de las principales empresas navales del mundo.
Algunas marinas, como la inglesa, japonesa o la española, iniciaron sus flotas submarinas adquiriendo uno o más Holland construidos en Estados Unidos y a continuación pasaron a construirlos con licencia de la Electric Boat Company. La Empresa Nacional Bazán construyó doce unidades para la Armada, de dos series mejoradas del tipo Holland: submarinos Clase B y Clase C, de seis unidades cada una.

## Historial
El 18 de agosto de 1916 comenzaron en los Estados Unidos las pruebas de mar del submarino Holland serie 903-L, similar al tipo M-1 que el gobierno español había encargado a los astilleros Fore River & Co. con un coste de 3 383 500 pesetas de 1915 gracias a la llamada Ley Miranda.
Ante la inminente entrada de los Estados Unidos en la Primera Guerra Mundial y con el peligro de que el sumergible fuese incautado por el país constructor, el mando del submarino, tras una larga fase de pruebas de mar que se prolongó hasta las Navidades, tomó la decisión nada habitual de darse a la fuga con rumbo a las islas Canarias. La empresa no resultó fácil, ya que el buque no estaba totalmente alistado, y la distancia a recorrer era de 4000 millas.
El 26 de febrero de 1917 comenzó el sumergible la travesía del Atlántico y tras un viaje lleno de sobresaltos, arribó al puerto de Las Palmas de Gran Canaria, junto con el transatlántico Claudio López, el 12 de marzo de 1917, que incluso, hubo de tomar al submarino a remolque durante parte de la travesía.
El 26 de abril a las 17:00 horas, el Isaac Peral enfilaba la bocana del puerto de Cartagena, que sería su base escoltado por el crucero Extremadura, que lo acompañó desde Las Palmas, y que fue asignado como buque nodriza de la escuadra de submarinos hasta la llegada desde Holanda del buque especializado en apoyo y rescate de submarinos Kanguro.
A este Isaac Peral se le unieron ese mismo año de 1917 los submarinos de fabricación italiana que habrían de constituir la Serie A (Narciso Monturiol (A-1) , Cosme García (A-2) y A-3). En abril de 1922, durante la guerra del Rif, participó junto con el B-1 y al acorazado dreadnought España en la evacuación bajo fuego enemigo del peñón de Vélez de la Gomera, en una operación que estuvo bajo el mando del entonces capitán de fragata Mateo García de los Reyes.
En el año 1927, fue carenado y modernizado y pasó a portar la letra P como numeral. Fue dado de baja el 18 de mayo de 1932 y vendido para desguace, tras lo cual, el C-1, fue rebautizado como Isaac Peral.

## Mandos del buque
En sus 16 años de servicio en la Armada, tuvo los siguientes comandantes:
| Empleo            | Nombre                       | Desde     | hasta     |
| ----------------- | ---------------------------- | --------- | --------- |
| Teniente de Navío | Fernando de Carranza Reguera | 25-1-1917 | 1-3-1919  |
| Teniente de Navío | Francisco Guimera Bosch      | 1-3-1919  | 5-4-1921  |
| Teniente de Navío | Casimiro Carre Chicarro      | 5-4-1921  | 2-6-1923  |
| Teniente de Navío | Trinidad Matres García       | 2-6-1923  | 2-6-1925  |
| Teniente de Navío | Pablo Suances Jaudenes       | 2-6-1925  | 4-5-1927  |
| Teniente de Navío | Pablo Sanz Torres            | 4-5-1927  | 11-5-1929 |